# Puistige karafjeszwam
De puistige karafjeszwam (Valsa pustulata) is een schimmel behorend tot de Valsaceae. Hij komt voor in loofbossen op dode takken. Hij leeft saprotroof.

## Verspreiding
In Nederland komt de puistige karafjeszwam zeer zeldzaam voor.